# Chauvinisme grand-russe
Le chauvinisme grand-russe (en russe : великорусский шовинизм) est un terme défini par les premiers responsables du gouvernement soviétique, notamment Vladimir Lénine, pour décrire une idéologie des « classes exploiteuses dominantes de la nation, occupant une position dominante (souveraine) dans l'État, déclarant leur nation comme la nation « supérieure ». Lénine promeut pour le parti bolchevique l'idée de défendre le droit des nations opprimées au sein de l'ancien Empire russe à l'autodétermination et à l'égalité ainsi que le mouvement des droits linguistiques des républiques nouvellement formées.

## Définition
Selon le vocabulaire bolchevique, le chauvinisme grand-russe fait partie du chauvinisme des grandes puissances ou du chauvinisme en général. Comme le dit la Grande Encyclopédie soviétique (GES), le chauvinisme des grandes puissances est une idéologie des « classes exploiteuses dominantes de la nation, détenant une position dominante (souveraine) dans l'État, déclarant leur nation comme la nation « supérieure ». La GES définit le chauvinisme comme une forme extrême de nationalisme et reconnaît l'existence d'un grand chauvinisme national dans l'Empire russe ainsi que dans d'autres pays du monde.
L'utilisation de l'adjectif « grand » remonte au concept de nation trinitaire qui dominait à l'époque impériale. Les Russes modernes étaient appelés « Grands Russes », tandis que les Ukrainiens étaient appelés « Petits Russes », ressemblant à la division historique et géographique traditionnelle du noyau du pays (comparez la Grande-Pologne et la Petite-Pologne).

## Usage
Après la révolution d'Octobre, en septembre 1922, Lénine écrit à une lettre au Politburo déclarant : « nous considérons nous-mêmes, la RSS d'Ukraine, et les autres égaux et entrons avec eux sur un pied d'égalité dans une nouvelle union, une nouvelle fédération, l'Union des républiques soviétiques d'Europe et d'Asie ». Lénine a également promu une idée pour le parti bolchevique de défendre le droit des nations opprimées au sein de l'ancien Empire russe à l'autodétermination et à l'égalité ainsi que le mouvement des droits linguistiques des républiques nouvellement formées.
De plus, en décembre 1922, Lénine dans sa lettre Quelles mesures pratiques faut-il prendre dans la situation actuelle ? a écrit, « ... Troisièmement, une punition exemplaire doit être infligée au camarade Ordjonikidze (je le dis d'autant plus à regret que je suis l'un de ses amis personnels et que j'ai travaillé avec lui à l'étranger) et que l'enquête sur tous les documents que la commission de Dzerjinski a recueillis doit être achevée ou recommencée pour corriger l'énorme masse de torts et de jugements biaisés qu'elle contient sans doute. La responsabilité politique de toute cette campagne nationaliste vraiment grand-russe doit, bien sûr, être imputée à Staline et à Dzerjinski. »
Lors du 12e Congrès du parti, Nikolaï Boukharine a déclaré : « Nous, [les Russes de souche] en tant qu'ancienne grande puissance, devons nous placer dans une position inégale. Ce n'est qu'avec une telle politique, lorsque nous nous plaçons artificiellement dans une position inférieure aux autres, qu'à ce prix, nous pouvons acheter la confiance des nations autrefois opprimées ».
Dans tous les discours de Staline sur la question nationale aux congrès du parti (du 10e au 16e), le chauvinisme grand-russe a été déclaré le principal danger pour l'État soviétique. Mais au fil du temps, cédant aux exigences des structures hyper centralisées nouvellement créées du gouvernement de l'Union, la thèse a été oubliée et les langues minoritaires ont été reléguées au second plan, tandis que le russe est devenu la langue administrative unique.
Le président russe Vladimir Poutine, s'exprimant le 18 juin 2004 lors de la conférence internationale « Intégration eurasienne : tendances du développement moderne et défis de la mondialisation », a déclaré à propos des problèmes qui entravent l'intégration : « Je dirais que ces problèmes peuvent être formulés très simplement. C'est du chauvinisme de grande puissance, c'est du nationalisme, ce sont les ambitions personnelles de ceux dont dépendent les décisions politiques, et, finalement, c'est juste de la bêtise, la bêtise ordinaire des hommes des cavernes ».

## Articles liés
- Indigénisation
- Délimitation des frontières en Asie centrale soviétique
- Impérialisme russe